# Maloúpská rozsocha
Maloúpská rozsocha je geomorfologický podokrsek Krkonoš. Nachází se na jejich východním okraji a v severní části Královéhradeckého kraje v okresu Trutnov. Nejvyšší horou Maloúpské rozsochy je Lysečinská hora (1190 m).

## Geomorfologie
Maloúpská rozsocha náleží do geomorfologického celku Krkonoš, podcelku Krkonošské rozsochy a okrsku Růžovohorská hornatina. Její hranici se západně položenou Růžohorskou rozsochou tvoří přibližně tok Malé Úpy, jižní hranici s Černohorskou rozsochou sleduje tok Úpy, jihovýchodní rozhraní s Rýchorami tvoří Lysečinský potok. Pod Maloúpskou rozsochu spadá Pomezní hřeben rozprostírající se v severojižním směru východně od Pomezních Bud na česko-polské státní hranici, na něj na jihu navazující Dlouhý hřeben a na západ od obou ležící masív Kraví hory.
| Geomorfologické členění Krkonoš                                                      | Geomorfologické členění Krkonoš | Geomorfologické členění Krkonoš                                                        |
| ------------------------------------------------------------------------------------ | ------------------------------- | -------------------------------------------------------------------------------------- |
| ČESKÁ VYSOČINA • Krkonošsko-jesenická subprovincie • Krkonošská oblast               |                                 |                                                                                        |
| KRKONOŠSKÉ HŘBETY                                                                    | Slezský hřbet                   | Západní Slezský hřbet (Vysoké kolo, 1510 m) Východní Slezský hřbet (Sněžka, 1603 m)    |
| KRKONOŠSKÉ HŘBETY                                                                    | Český hřbet                     | Západní Český hřbet (Kotel, 1435 m) Východní Český hřbet (Luční hora, 1556 m)          |
| KRKONOŠSKÉ ROZSOCHY                                                                  | Vilémovská hornatina            | Kapradnická hornatina (Bílá skála, 968 m) Rokytnická hornatina (Čertova hora, 1023 m)  |
| KRKONOŠSKÉ ROZSOCHY                                                                  | Vlčí hřbet                      | nečlení se (Vlčí hřeben, 1140 m)                                                       |
| KRKONOŠSKÉ ROZSOCHY                                                                  | Žalský hřbet                    | nečlení se (Mechovinec, 1081 m)                                                        |
| KRKONOŠSKÉ ROZSOCHY                                                                  | Černohorská hornatina           | Stráženská rozsocha (Zadní Planina, 1423 m) Černohorská rozsocha (Liščí hora, 1363 m)  |
| KRKONOŠSKÉ ROZSOCHY                                                                  | Růžohorská hornatina            | Růžohorská rozsocha (Růžová hora, 1396 m) Maloúpská rozsocha (Lysečinská hora, 1190 m) |
| KRKONOŠSKÉ ROZSOCHY                                                                  | Rýchory                         | nečlení se (Dvorský les, 1035 m)                                                       |
| VRCHLABSKÁ VRCHOVINA                                                                 | Janský hřbet                    | nečlení se (Zlatá vyhlídka S, 810 m)                                                   |
| VRCHLABSKÁ VRCHOVINA                                                                 | Lánovská vrchovina              | nečlení se (Sovinec, 765 m)                                                            |
| PROVINCIE • Subprovincie • Oblast / Celek / PODCELEK • Okrsek • Podokrsek • (vrchol) |                                 |                                                                                        |

## Vrcholy
Nejvyšší vrchol rozsochy se nachází na Pomezním hřebenu. Jedná se o 1190 metrů vysokou Lysečinskou horu, která je zároveň jeho jediným významnějším vrcholem. Jižně za sedlem Cestník ležícím v nadmořské výšce 1003 metrů navazuje Dlouhý hřeben, který je celkově asi o sto metrů nižší a jeho nejvyšší bod se nachází ve výšce 1085 m n. m. V jeho jižním zakončení se nachází dvojice vrcholů Špičák (878 m) a Stará hora (896 m). Západně položená a náhorní planinou v prostoru Střední Malé Úpy v nadmořské výšce přibližně 970 metrů oddělená Kraví hora měří 1072 metr.

## Vodstvo
Pomezní hřeben tvoří hlavní evropské rozvodí Severního a Baltského moře. Jeho východní svah odvodňují levé přítoky Bóbru. Malá Úpa odvodňující západní stranu rozsochy a Lysečinský potok pramenící na jihovýchodním svahu Lysečiny a tekoucí pod východním svahem Dlouhého hřebenu jsou levé přítoky Úpy.

## Vegetace
Ve vrcholových partiích rozsochy vznikly vykácením původních smrkových hospodářských monokultur četné paseky, které v současné době zvolna zarůstají. Nejrozsáhlejší luční enkláva se nachází v údolí mezi Kraví horou a Dlouhým hřebenem v údolí dnes bezejmenného potoka dříve nesoucím německé jméno Plader Bach. Další luční enklávy se nacházejí v okrajových údolích (Pomezní Boudy, Černá Voda, Spálený Mlýn, Horní Lysečiny, Stará Hora).

## Ochrana přírody
Celý prostor Maloúpské rozsochy kromě východního polského svahu Pomezního hřebenu se nachází na území Krkonošského národního parku.

## Komunikace
Maloúpská rozsocha je obsluhována řídkou sítí převážně neveřejných zpevněných komunikací spojujících jednotlivé osady obce Malá Úpa, východním směrem pak přes sedlo Cestník prochází obdobná komunikace do Horních Albeřic. Údolím Malé Úpy po západním okraji je vedena silnice II/252 z Horního Maršova na hraniční přechod na Pomezních Boudách.

## Stavby
Ve vrcholových partiích rozsochy se žádné významnější stavby nevyskytují. V nižších polohách se nachází zástavba jednotlivých osad obce Malá Úpa skládající se často z typických a malebných krkonošských chalup. V jižní části Dlouhého hřebenu stojí opuštěné objekty lehkého opevnění vz. 37 budované v druhé polovině třicátých let v rámci výstavby československého opevnění proti nacistickému Německu. Na Dlouhém hřebenu stojí i tzv. Červený kříž.

## Turistické trasy
Nejvýznamnější turistickou trasou je červeně značená Cesta bratří Čapků vycházející z Pomezních Bud a vedoucí západním svahem Pomezního hřebene do sedla Cestník a pokračující do Trutnova. Z ní odbočují další trasy vedoucí do Pece pod Sněžkou nebo do Horního Maršova.

## Lyžařské centrum
Asi v půlkilometrové vzdálenosti severně od vrcholu Lysečinské hory se nachází horní stanice lyžařského vleku, který je sem veden z české, tedy západní strany z Horní Malé Úpy. Na jednom ze stožárů vleku se nachází kamera snímající záběry pro pořad České televize Panorama. Je odsud hezký výhled na východní stranu Sněžky.